# 大萼冠唇花
大萼冠唇花（学名：Microtoena megacalyx），为唇形科冠唇花属下的一个植物种。